# Kanton Cherbourg-Octeville-2
Kanton Cherbourg-Octeville-2 (fr. Canton de Cherbourg-Octeville-2) je kanton v departementu Manche v regionu Normandie ve Francii. Vznikl v roce 2015 a tvořilo ho část města Cherbourg-Octeville společně s obcí La Glacerie. 1. ledna 2016 došlo ke sloučení obcí La Glacerie, Cherbourg-Octeville a dalších tří do nové obce Cherbourg-en-Cotentin.